# Charles Cameron (architecte)
Pour les articles homonymes, voir Charles Cameron et Cameron.
Charles Cameron (né en 1745 et mort le 18 mars 1812 à Saint-Pétersbourg) est un architecte et graveur écossais ayant réalisé une brillante carrière à la cour de Catherine II de Russie. Praticien de l'architecture néoclassique, il était l'architecte en chef des palais de Tsarskoïe Selo et de Pavlovsk et l'église adjacente de Sainte-Sophie de son arrivée en Russie en 1779 à la mort de Catherine en 1796. Entre 1799 et 1803, il a également reconstruit le palais Razoumovski à Batouryn en Ukraine. Il s'est concentré exclusivement sur les palais et les jardins à l'anglaise. Bien que palladien, il est considéré comme l'un des pionniers du style Greek Revival en Russie. Il est également dessinateur et collectionneur d'estampe et de livres.

## Biographie
On sait peu du début de sa vie en Europe, hormis le fait qu'il ait étudié en Italie et en France. Après avoir lu son livre sur les thermes romains, Catherine II le convoque en Russie à l'origine pour reconstruire sa résidence d'été de Tsarskoïe Selo.

## Travaux

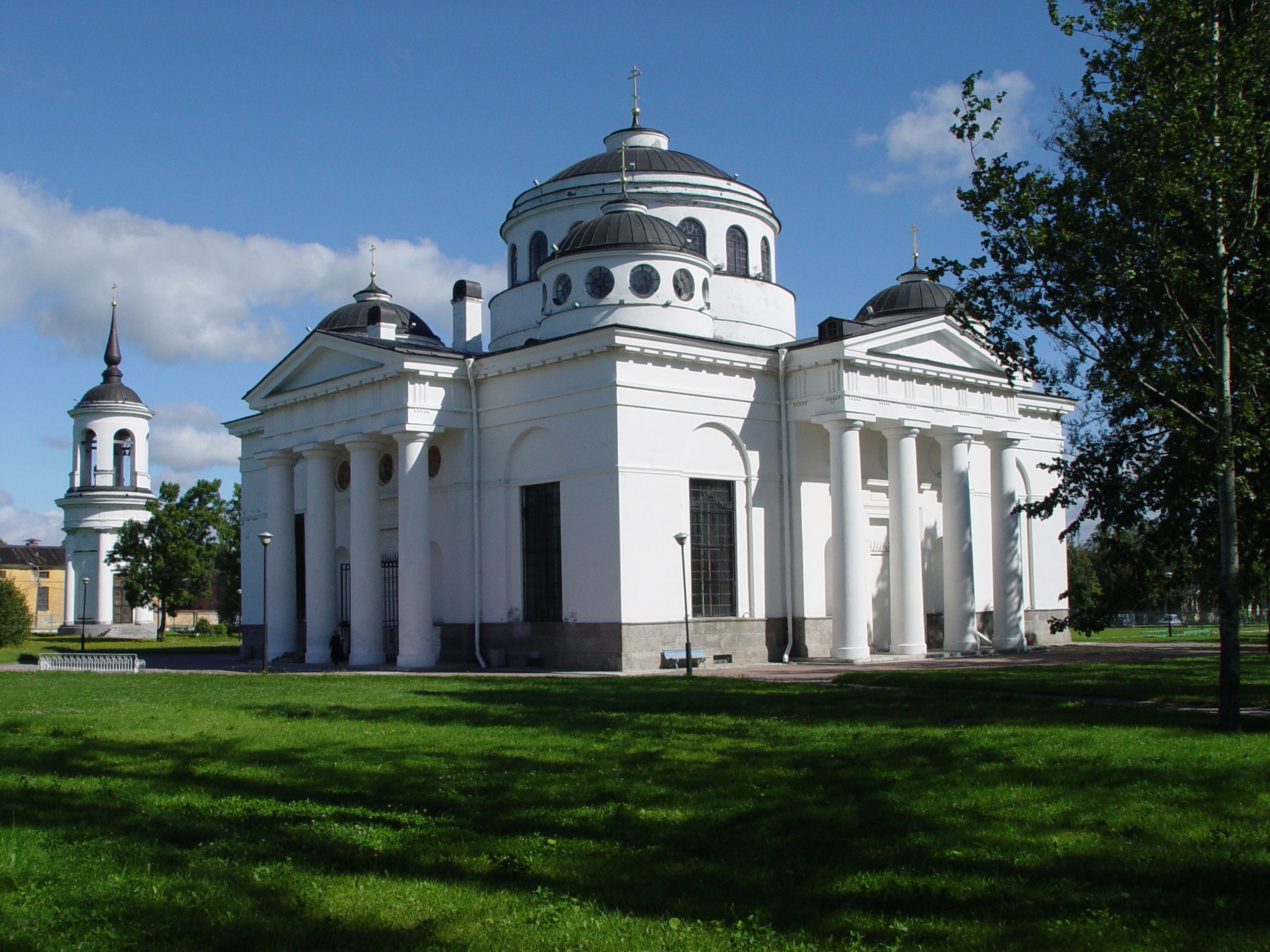
L'église de l'Ascension Sainte-Sophie, 1788.
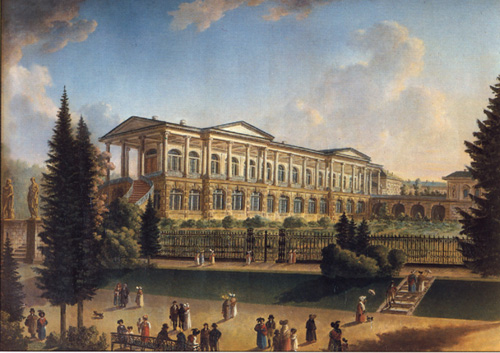
La galerie de Cameron à Tsarskoïe Selo (peinture).
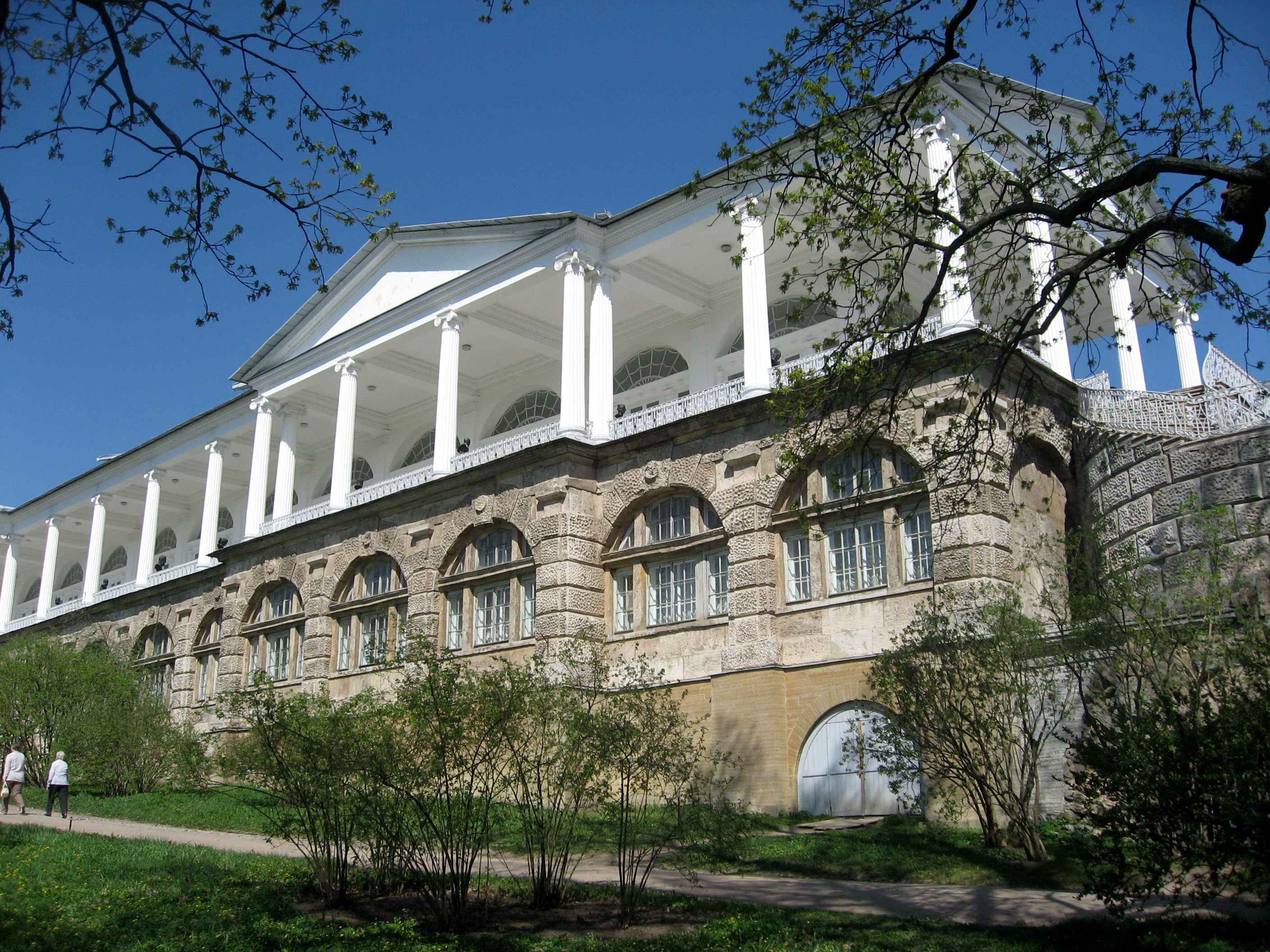
La galerie de Cameron.
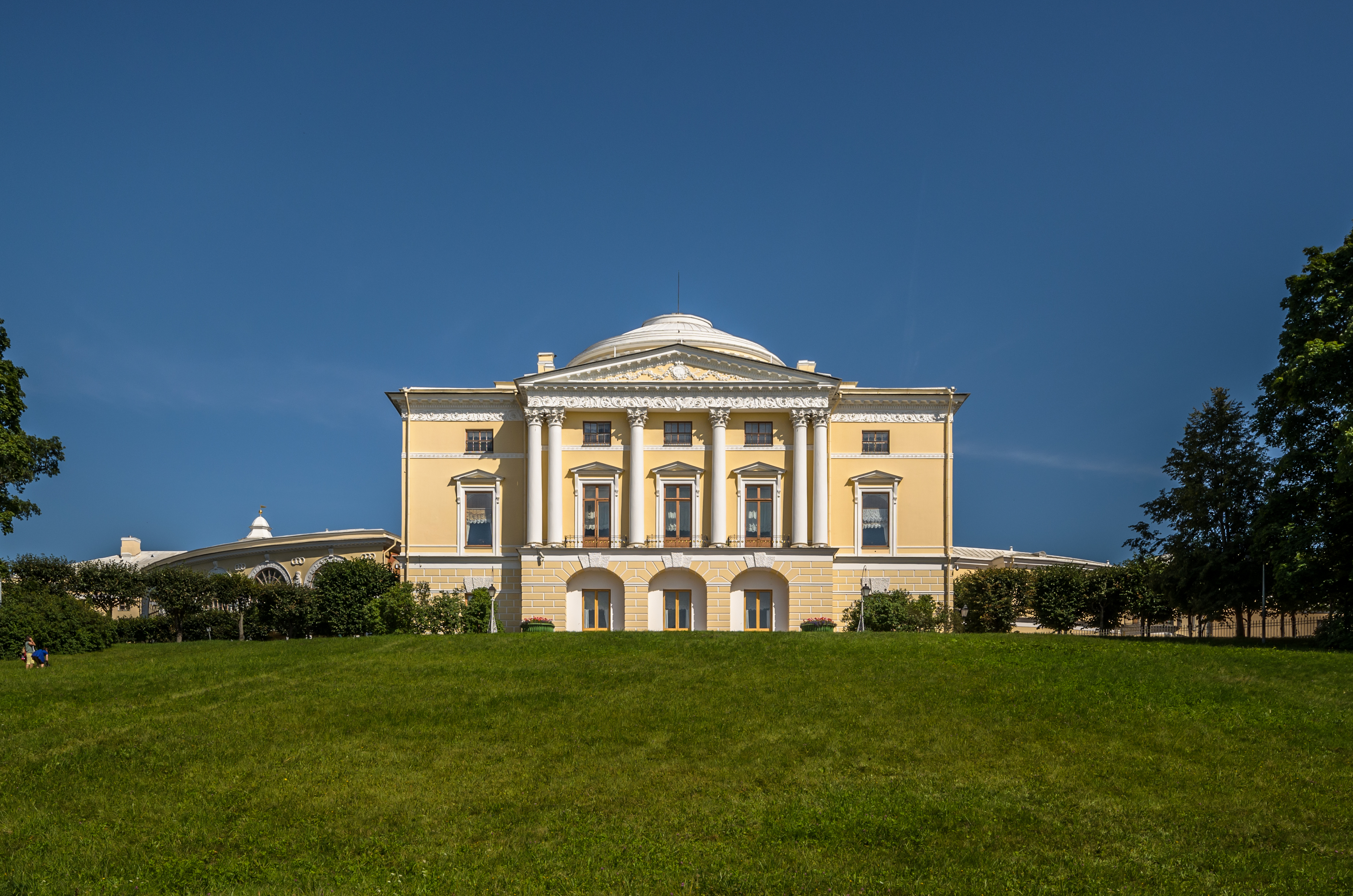
Le palais de Pavlovsk, 1782.
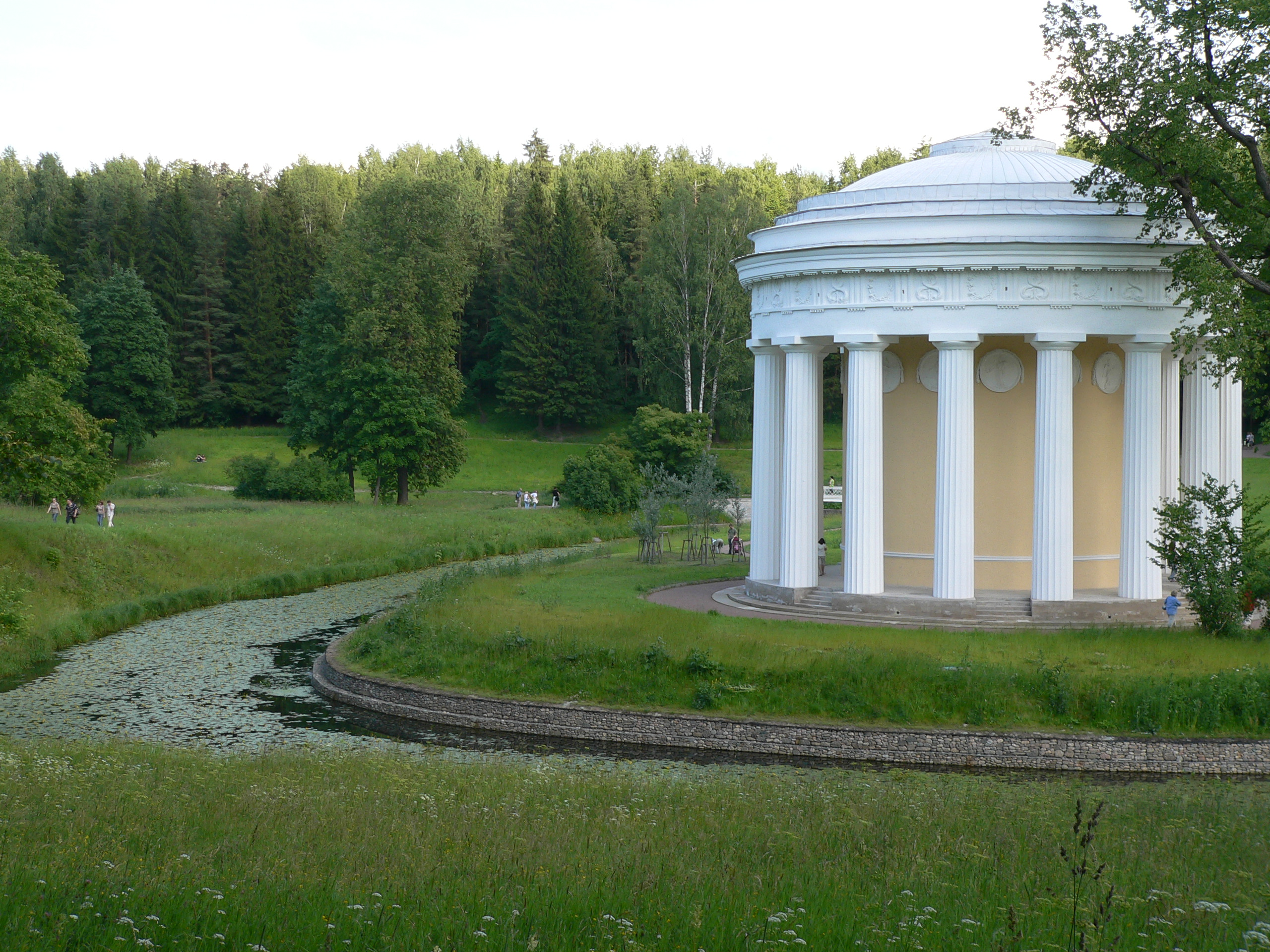
Temple de l'amitié dans le parc Pavlovsk.
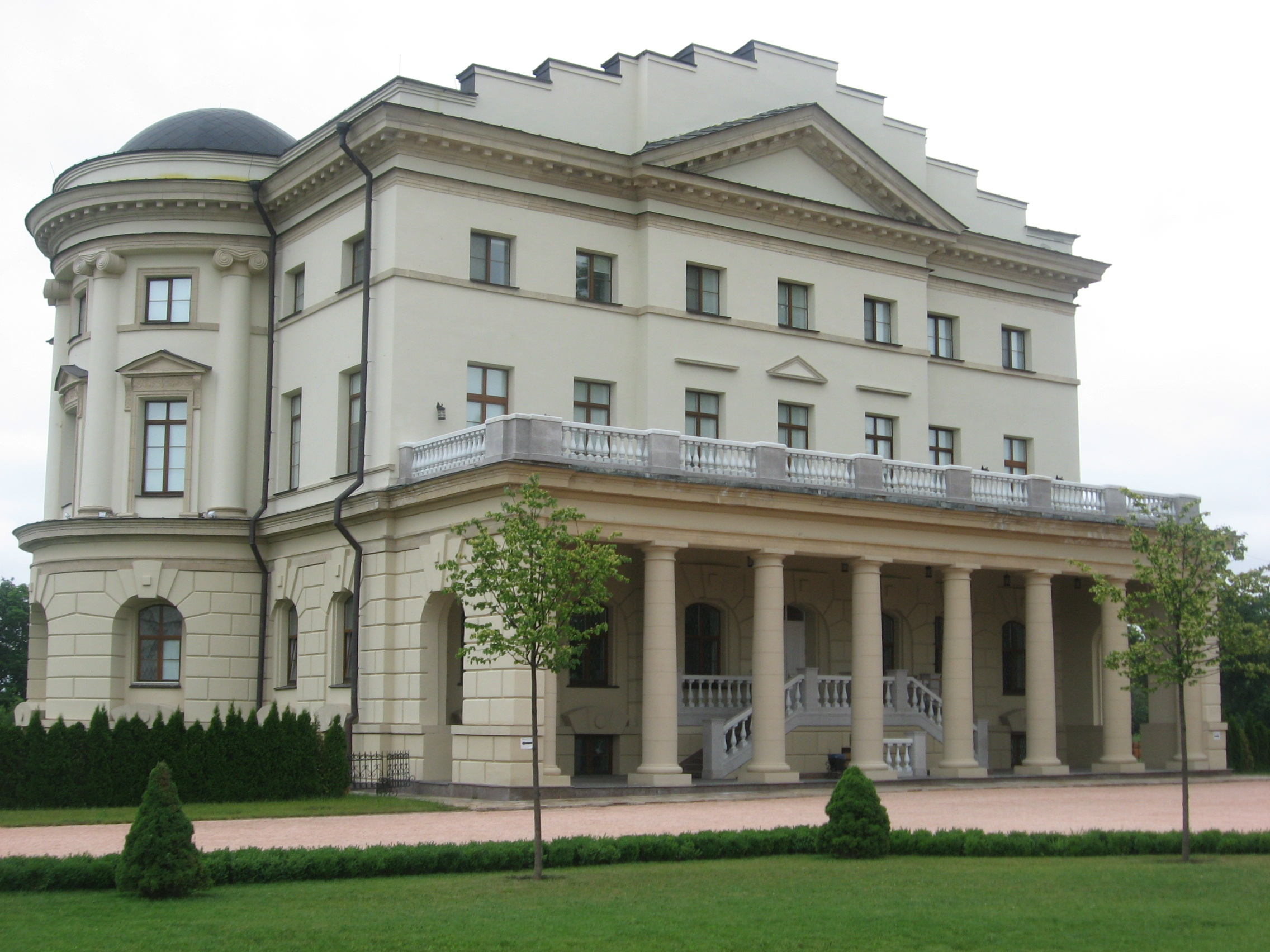
Palais Razoumovski, Batouryn, Ukraine.